# Uta no Prince-sama: Maji Love Kingdom
Uta no Prince-sama: Maji Love Kingdom (劇場版 うたの☆プリンスさまっ♪ マジ LOVEキングダム) est un film d'animation japonais réalisé par Juji Furuta et sorti le 14 juin 2019 au Japon,.
C'est l'adaptation de la franchise de jeux vidéo musicaux Uta no Prince-sama (en). Produit par le studio d'animation A-1 Pictures, il est distribué par Shōchiku.